# Hypothyris mayi
Hypothyris mayi är en fjärilsart som beskrevs av Ferriera d'almeida 1945. Hypothyris mayi ingår i släktet Hypothyris och familjen praktfjärilar. Inga underarter finns listade i Catalogue of Life.